# Ulrich Philipp Moller

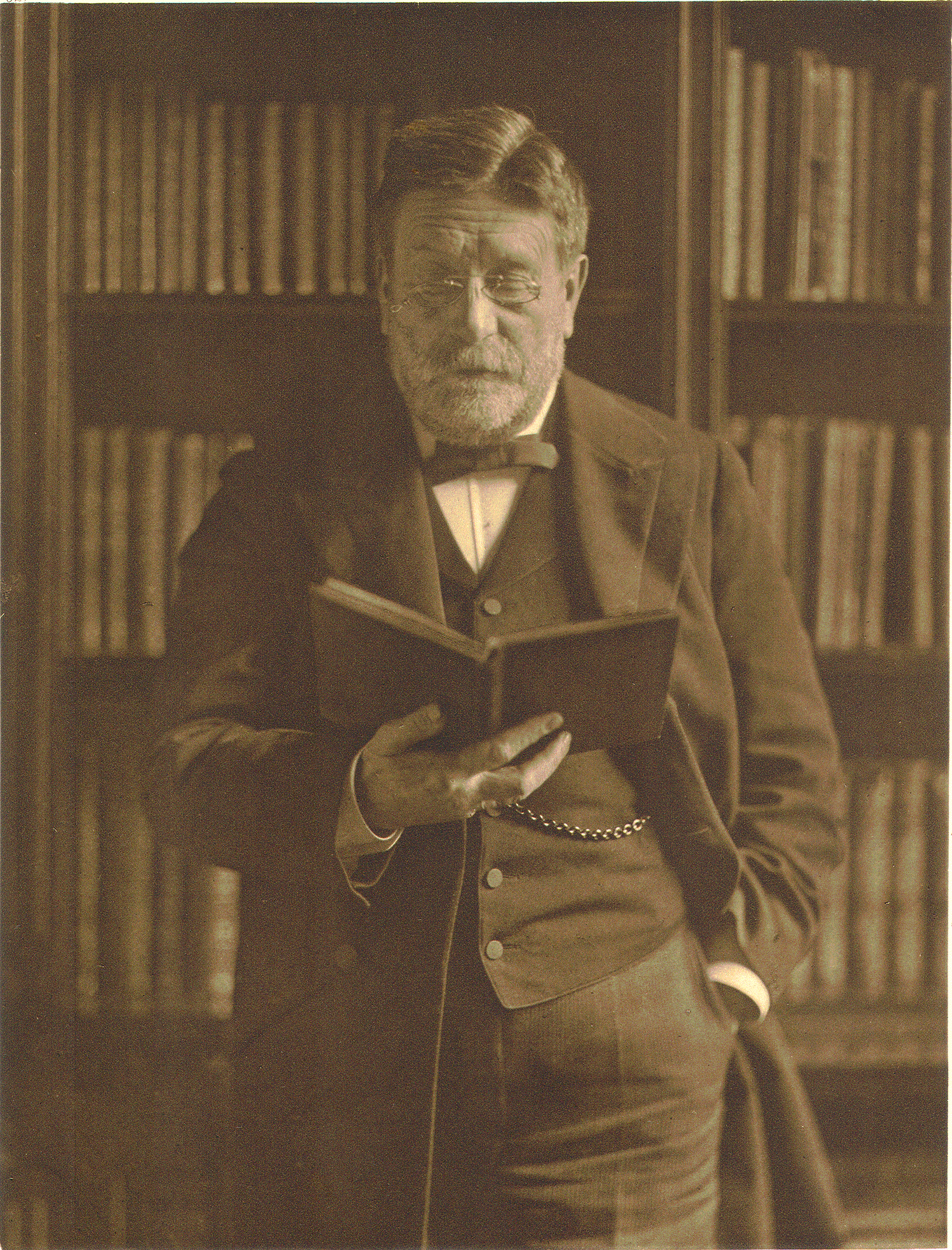
Moller 1905

Ulrich Philipp Moller (* 9. September 1836 in Hamburg; † 24. Mai 1926 ebenda) war ein deutscher Jurist und Politiker.

## Leben
Moller besuchte die Bülausche Realschule und anschließend die Gelehrtenschule des Johanneums. Dann studierte er Rechtswissenschaft an der Ruprecht-Karls-Universität, wo er Mitglied des Corps Vandalia Heidelberg wurde. Er schloss sein Studium 1859 an der Georg-August-Universität Göttingen ab. Am 20. Juni 1859 wurde Moller in Hamburg als Advokat zugelassen; er war bis 1869 als solcher eingeschrieben. Am 14. Mai 1862 heiratete Moller Anna Margaretha Dencker eine Tochter des Kaufmanns und späteren Bürgerschaftsabgeordneten Georg Friedrich Dencker. Moller wechselte 1869 in den Staatsdienst und nahm die Stelle eines Aktuar der Polizeibehörde an, später wurde er Aktuar der Vormundschaftsdeputation. 1879 wurde er zum Landrichter am Landgericht Hamburg berufen. 1895 wurde er zum Landgerichtsdirektor ernannt. Moller gehörte von 1880 bis 1899 der Hamburgischen Bürgerschaft an, er war Mitglied der Fraktion der Rechten. Er wirkte in der Bürgerschaft von 1880 bis 1889 als Schriftführer, von 1893 bis 1895 war Moller zweiter Vizepräsident, von 1896 bis 1897 erster Vizepräsident der Bürgerschaft. Er gehörte von 1892 bis 1899 dem Bürgerausschuss an und war Mitglied des Academischen Clubs zu Hamburg.

## Werke
- Die hamburgische Familie Moller. Fabricius, Hamburg 1856, urn:nbn:de:hbz:061:1-466268.